# Abebaw Butako
Abebaw Butako Bune (ur. 20 kwietnia 1987 w Arba Myncz) – piłkarz etiopski grający na pozycji lewego obrońcy.

## Kariera klubowa
Swoją karierę piłkarską Abebaw rozpoczął w klubie Saint-George SA ze stolicy kraju, Addis Abeby. W jego barwach zadebiutował w 2005 roku w pierwszej lidze etiopskiej. W sezonach 2005/2006, 2007/2008, 2008/2009, 2009/2010, 2011/2012, 2013/2014 i 2014/2015 wywalczył z nim siedem tytułów mistrza Etiopii. Wraz z Saint-George zdobył też Puchar Etiopii (2011). W 2015 roku najpierw grał w sudańskim Al-Hilal Omdurman, a następnie w Arba Minch City FC. W latach 2016–2018 ponownie występował w Saint-George SA. W sezonach 2015/2016 i 2016/2017 został z nim mistrzem kraju, a w sezonie 2015/2016 zdobył też krajowy puchar. W sezonie 2019/2020 grał w Wolaitta Dicha SC, a w sezonie 2020/2021 w Wolkite City FC.

## Kariera reprezentacyjna
W reprezentacji Etiopii Abebaw zadebiutował 31 maja 2008 roku w przegranym 0:3 meczu eliminacji do Ms 2010 z Marokiem. W 2013 roku został powołany do kadry na Puchar Narodów Afryki 2013. W kadrze narodowej od 2008 do 2017 wystąpił 43 razy i strzelił 2 gole.